# 퍼시픽 펄 항공
퍼시픽 펄 항공(영어: Pacific Pearl Airways)은 필리핀의 지역 항공사로 총 4개 노선을 취항하고 있다. 본사는 필리핀 마카티에 위치해 있으며 2006년에 설립했다. 또한 사용하고 있는 허브 공항으로 수빅베이 국제공항이 있다.

## 보유 기종
- 2008년 5월 기준으로 퍼시픽 펄 항공은 다음과 같은 기종을 보유하고 있으며 평균 기령은 28.9년이다.[1]